# San Juan Bautista Suchitepec
San Juan Bautista Suchitepec es una localidad del estado mexicano de Oaxaca. Es cabecera del municipio de San Juan Bautista Suchitepec.

## Demografía
| Censo | Población |
| ----- | --------- |
| 1900  | 468       |
| 1910  | 543       |
| 1921  | 535       |
| 1930  | 511       |
| 1940  | 559       |
| 1950  | 532       |
| 1960  | 529       |
| 1970  | 559       |
| 1980  | 415       |
| 1990  | 385       |
| 1995  | 333       |
| 2000  | 278       |
| 2005  | 274       |
| 2010  | 274       |
| 2020  | 282       |